# O'Galop
O'Galop, pseudonym för Marius Rossillon, född 8 juni 1867 i Lyon och död 2 januari 1946 i Carsac (Dordogne), var en fransk målare, serietecknare, affischdesigner och regissör.